# Liste der Biografien/Wesl
Liste der Biografien |
Portal Biografien |
Personensuche
# |
A |
B |
C |
D |
E |
F |
G |
H |
I |
J |
K |
L |
M |
N |
O |
P |
Q |
R |
S |
T |
U |
V |
W |
X |
Y |
Z |
?
 
Wa |
Wc |
Wd |
We |
Wh |
Wi |
Wj |
Wl |
Wn |
Wo |
Wr |
Ws |
Wt |
Wu |
Ww |
Wy |
Wz
 
Wea |
Web |
Wec |
Wed |
Wee |
Wef |
Weg |
Weh |
Wei |
Wej |
Wek |
Wel |
Wem |
Wen |
Weo |
Wep |
Wer |
Wes |
Wet |
Weu |
Wev |
Wew |
Wex |
Wey |
Wez
 
Wesa |
Wesc |
Wesd |
Wese |
Wesh |
Wesj |
Wesk |
Wesl |
Wesn |
Weso |
Wesp |
Wess |
West |
Wesz
Die Liste der Biografien führt alle Personen auf, die in der deutschsprachigen Wikipedia einen Artikel haben. Dieses ist eine Teilliste mit 36 Einträgen von Personen, deren Namen mit den Buchstaben „Wesl“ beginnt.

## Wesl

### Wesle
- Wesle, Beatrix (* 1966), deutsche Medienmanagerin und Produzentin
- Wesle, Carl (1890–1950), deutscher Germanist und Hochschullehrer
- Wesley (* 1980), brasilianischer Fußballspieler
- Wesley (* 1981), brasilianischer Fußballspieler
- Wesley (* 1987), brasilianischer Fußballspieler
- Wesley (* 2000), brasilianischer Fußballspieler
- Wesley (* 2005), brasilianischer Fußballspieler
- Wesley, Blake (* 1959), kanadischer Eishockeyspieler und -trainer
- Wesley, Charles (1707–1788), englischer anglikanischer Pfarrer, Kirchenlieddichter und Mitbegründer der methodistischen Bewegung
- Wesley, Charles junior (1757–1834), englischer Komponist und Organist
- Wesley, Christopher (* 1987), deutscher Hockeyspieler
- Wesley, Fred (* 1943), US-amerikanischer Posaunist
- Wesley, Garret, 1. Earl of Mornington (1735–1781), irischer Peer und Komponist
- Wesley, Glen (* 1968), kanadischer Eishockeyspieler und -funktionär
- Wesley, James Paul (1921–2007), amerikanischer Physiker
- Wesley, John (1703–1791), englischer, anglikanischer Erweckungsprediger und einer der Begründer des MethodismusJohn Wesley (1703–1791)

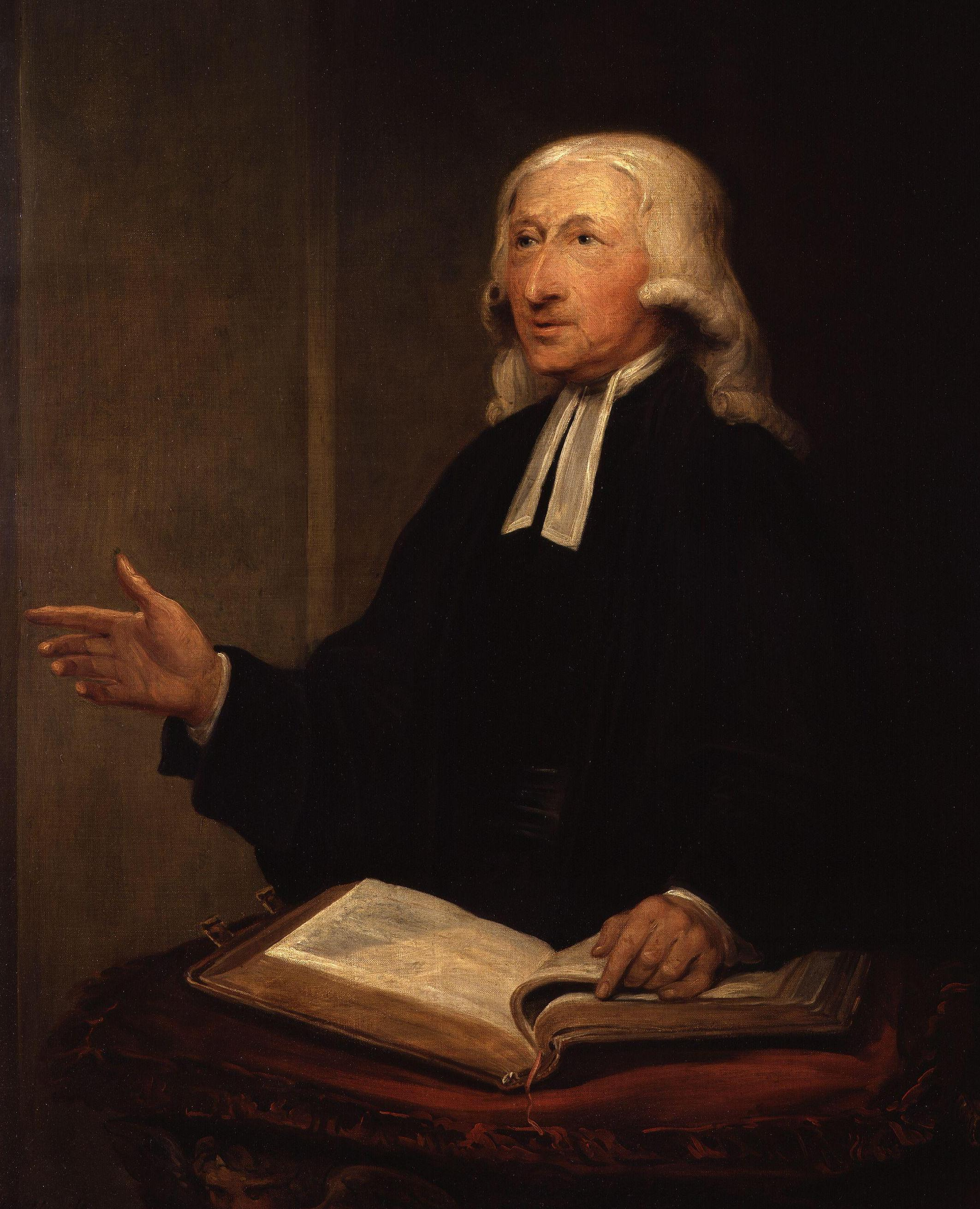
John Wesley (1703–1791)

- Wesley, John (1928–2022), US-amerikanischer Maler und Grafiker
- Wesley, John (1947–2019), US-amerikanischer Schauspieler
- Wesley, John (* 1962), US-amerikanischer Gitarrist und Sänger
- Wesley, Mary (1912–2002), britische Schriftstellerin
- Wesley, Patricia Jabbeh (* 1955), liberianische Dichterin und Professorin für Kreatives Schreiben und Afrikanische Literatur
- Wesley, Paul (* 1982), US-amerikanischer FilmschauspielerPaul Wesley (* 1982)

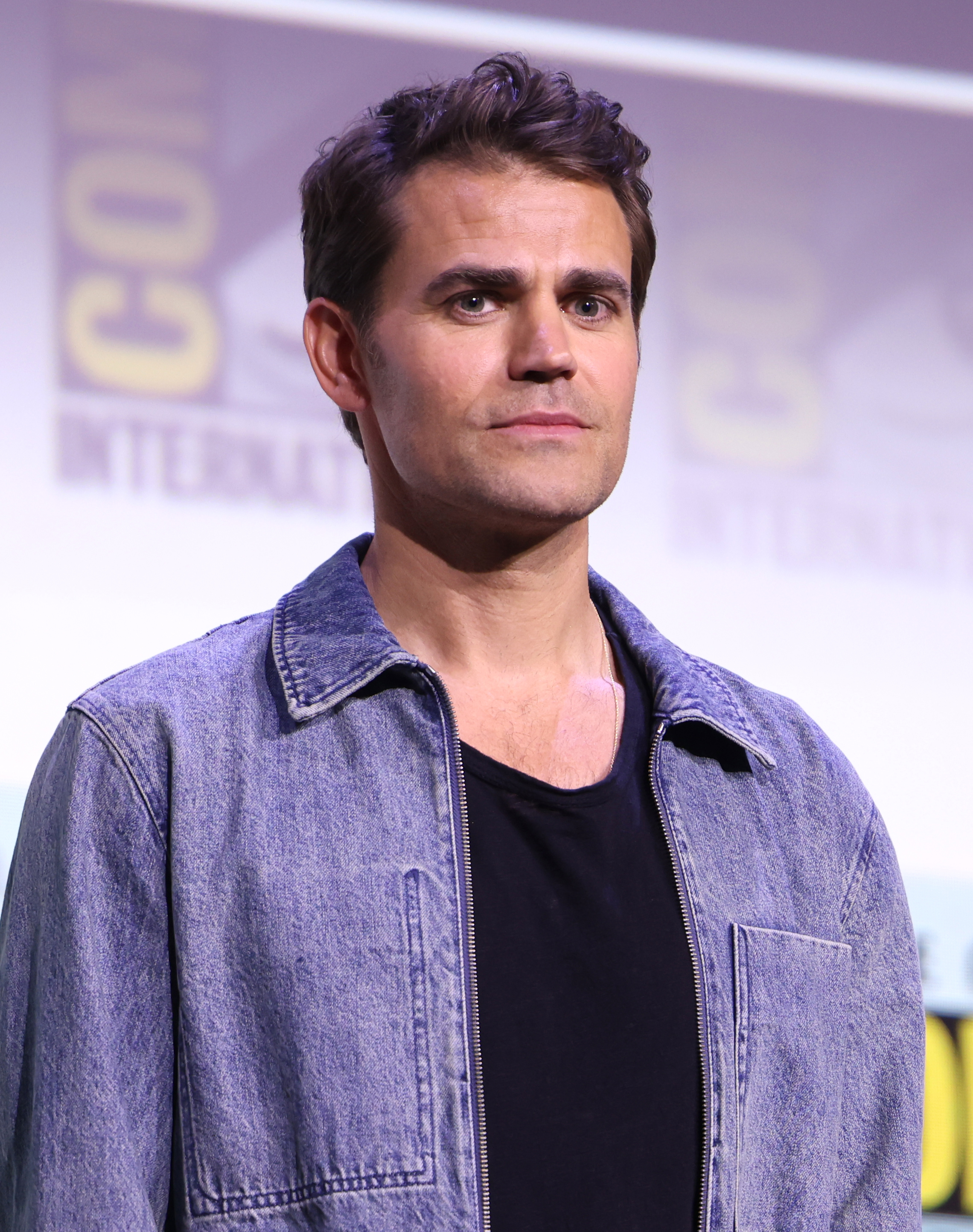
Paul Wesley (* 1982)

- Wesley, Rutina (* 1979), US-amerikanische Schauspielerin
- Wesley, Samuel († 1735), englischer Dichter
- Wesley, Samuel (1766–1837), englischer Organist und Komponist
- Wesley, Samuel Sebastian (1810–1876), englischer Organist, Chorleiter und Komponist
- Wesley, Susanna (1669–1742), englische anglikanische Pfarrfrau, Mutter von John und Charles Wesley
- Wesley, Valerie Wilson (* 1947), US-amerikanische Journalistin und Schriftstellerin
- Wesley, William Henry (1841–1922), englischer Lithograph
- Wesley-Smith, Martin (1945–2019), australischer Komponist
- Wesley-Smith, Michael (* 1983), neuseeländischer Schauspieler
- Wesley-Smith, Peter (* 1945), australischer Juraprofessor und Autor
- Wesley-Smith, Robert (* 1942), australischer Osttimor-Aktivist

### Wesli
- Wesling, Andreas († 1577), deutscher Philologe und evangelischer Theologe
- Wesling, Johannes (1598–1649), deutscher Mediziner, Professor für Anatomie und Pharmazie

### Wesly
- Wesly, Émile (1858–1926), Komponist und Journalist, Wirkungsorte Brüssel und Paris